# Syrischer Bogen

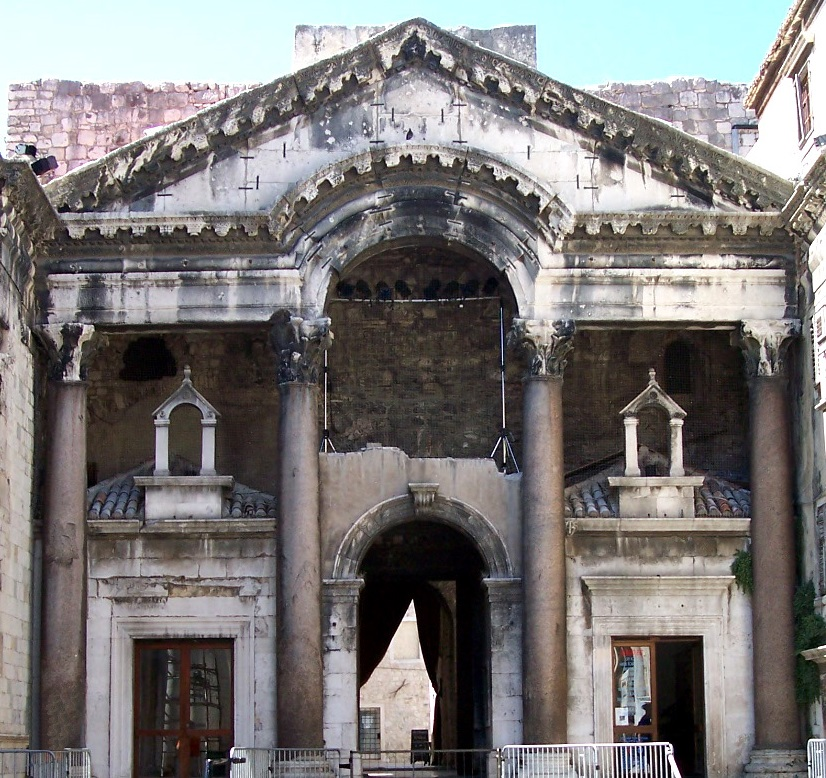
Syrischer Bogen im Peristyl des Diokletianpalastes (um 300) in Split

Als Syrischer Bogen wird eine arkadenartige Biegung des Gebälks an den Fassaden antiker Tempel bezeichnet.

## Verbreitung und Beschreibung
Der Name bezieht sich auf das älteste bekannte Beispiel, den früh-augusteischen Duschara-Tempel im antiken Si'a (Hauran, Syrien). Von da an bleibt diese Form charakteristisch für den syrischen Raum. Tempelfronten dieser Art waren jedoch nicht nur in Syrien, sondern im ganzen Osten des römischen Reiches weit verbreitet. Bekannte Beispiele sind der Diokletianpalast in Split oder der Hadrianstempel in Ephesos; aber auch das Propylon der theodosianischen Hagia Sophia in Konstantinopel war noch in dieser Form gestaltet.
Das Wesensmerkmal des Syrischen Bogens besteht in der arkadenartigen Biegung des Gebälks, meist zwischen zwei Säulen mit korinthischen oder Komposit-Kapitellen, wobei der Architrav mit allen Profilen ohne Unterbrechung in den Bogen übergeht. Wegen der Stärke des Gebälks ist nur die untere Kante der Bogenstirn als echter Halbkreis ausgebildet. Die obere Kante bildet einen mehr oder weniger flachen Segmentbogen.
Nach Elsbeth Raming ist der Syrische Bogen nicht auf das Gebälk aufgesetzt, sondern führt dieses kontinuierlich fort. Inwieweit fachlicher Konsens über dieses Kriterium zur Unterscheidung besteht, ist offen.

Antike Beispiele
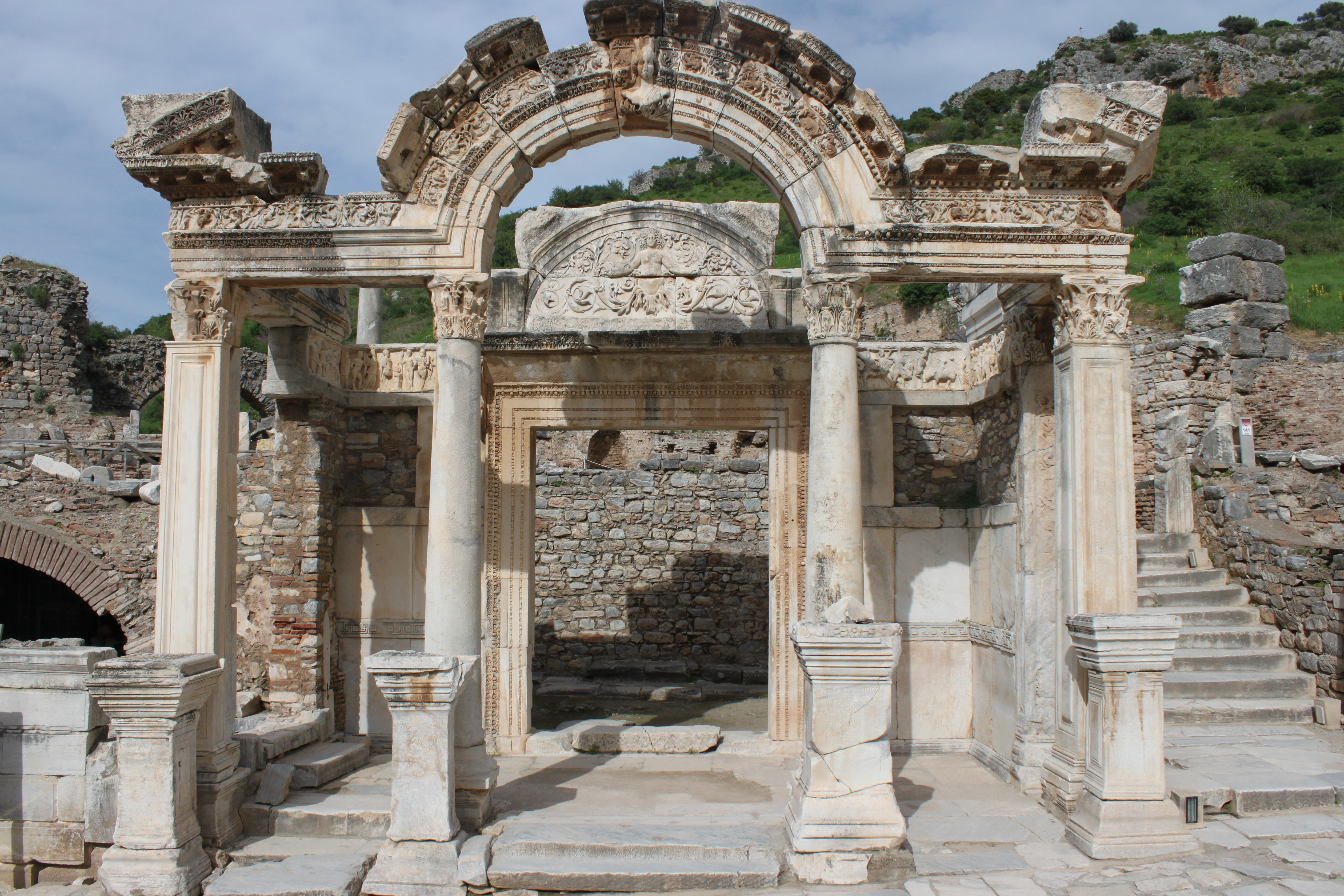
Syrischer Bogen am Hadrianstempel (117/118 n. Chr.) in Ephesos
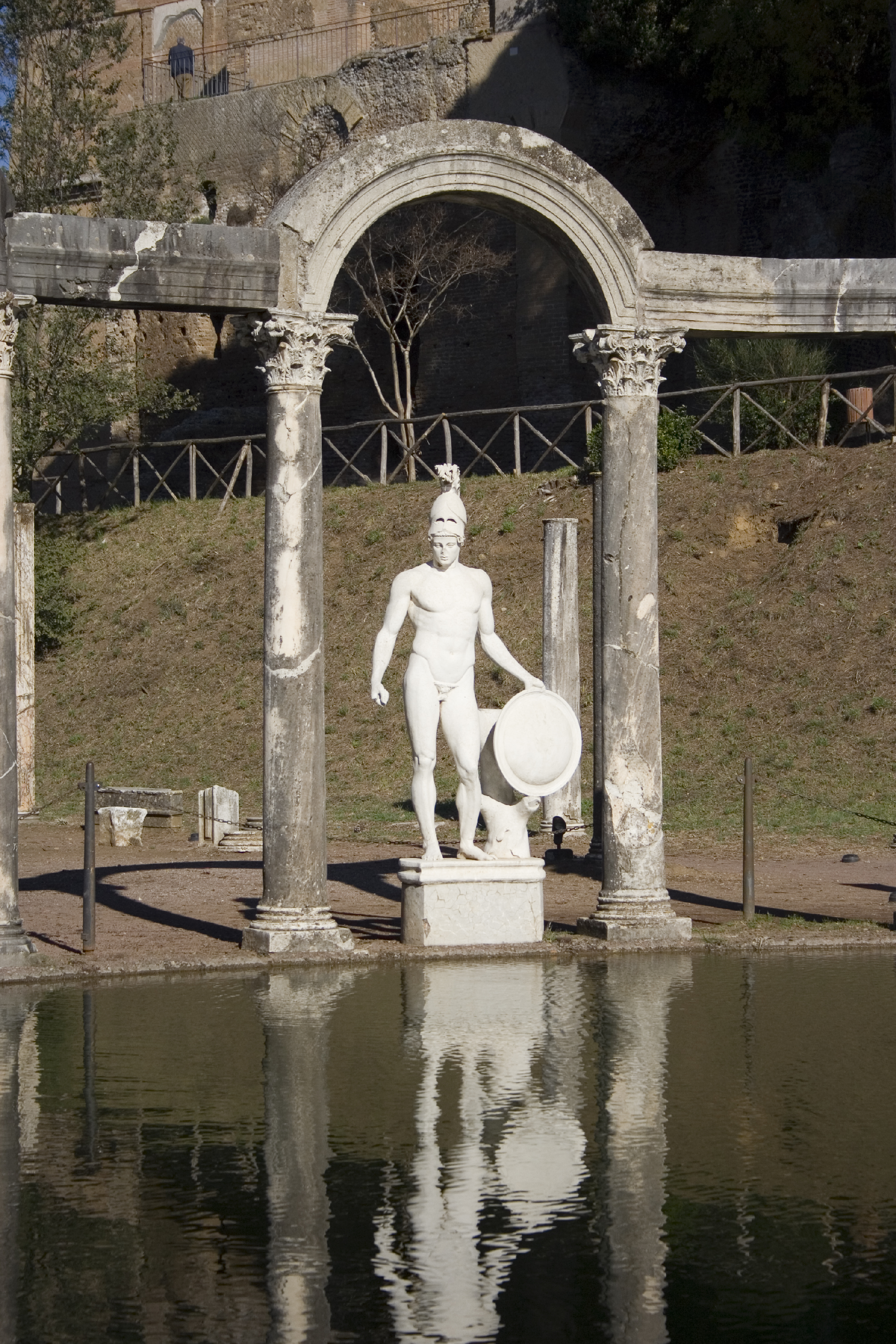
Syrischer Bogen im Garten der Villa Adriana in Tivoli

## Rezeption
Das Architekturmotiv des bogenartig aufgeworfenen Architravs ist vereinzelt im europäischen Mittelalter, aber vor allem während der europäischen Renaissance in der Serliana (Palladiomotiv, venezianisches Fenster) wiederaufgegriffen worden, später auch in der Barockarchitektur. Bekannt sind die Syrischen Bögen als repräsentative Fassadengestaltungen des Eichstätter Architekten Gabriel de Gabrieli.

Rezeption des Bogenmotivs
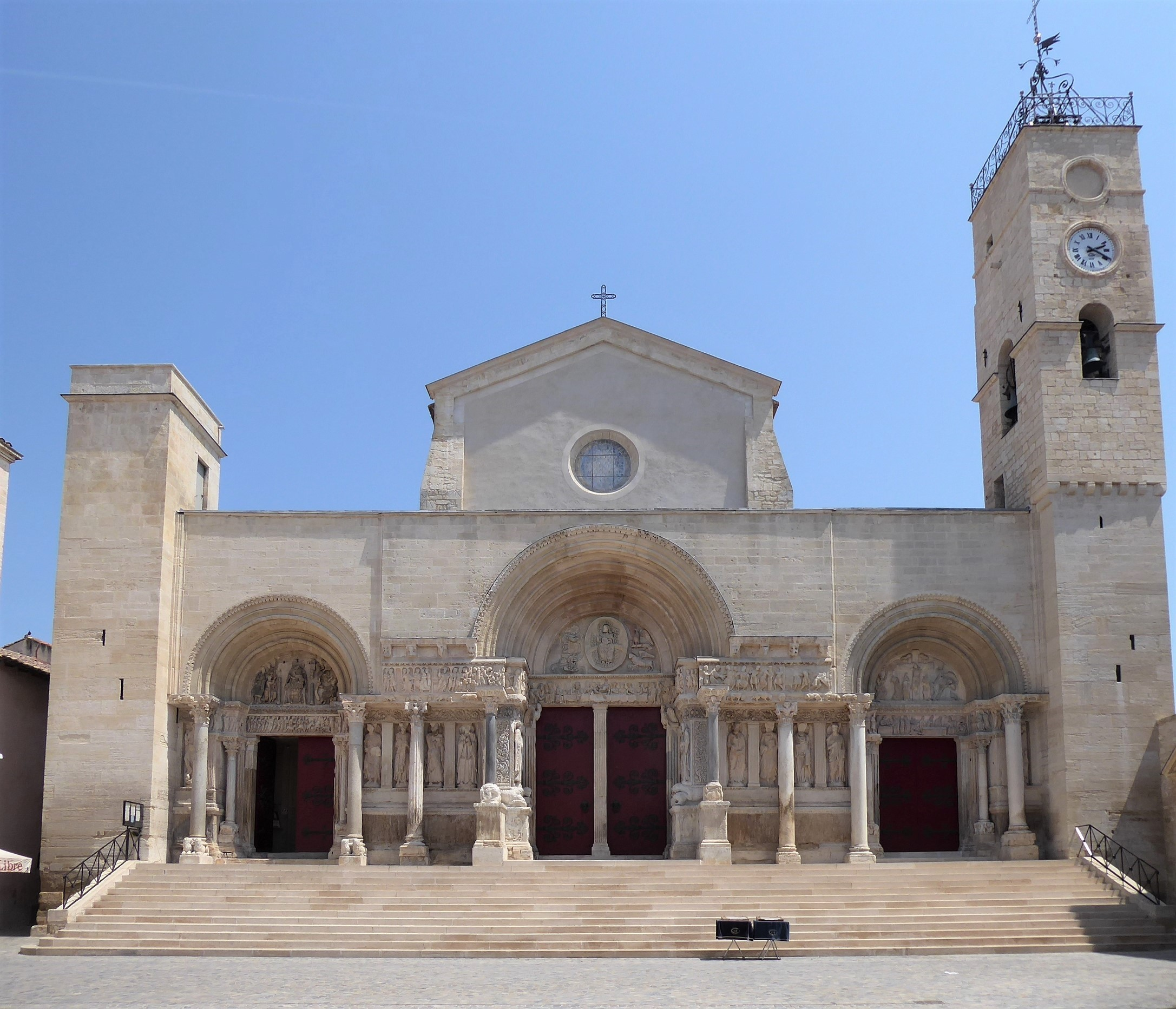
Westfassade der Abteikirche Saint-Gilles, St-Gilles (12. Jahrhundert)
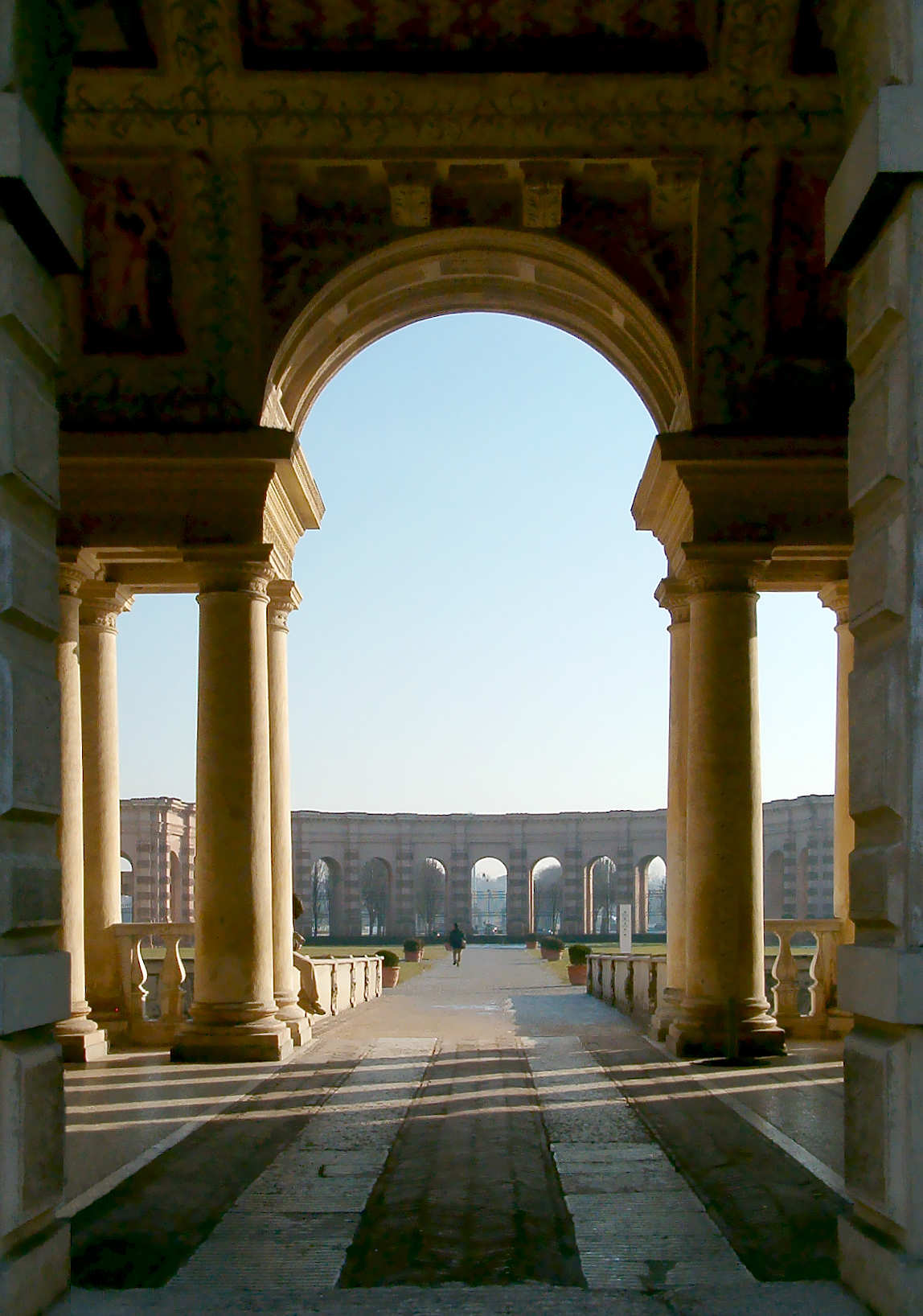
Serliana am Palazzo Te in Mantua (16. Jahrhundert)
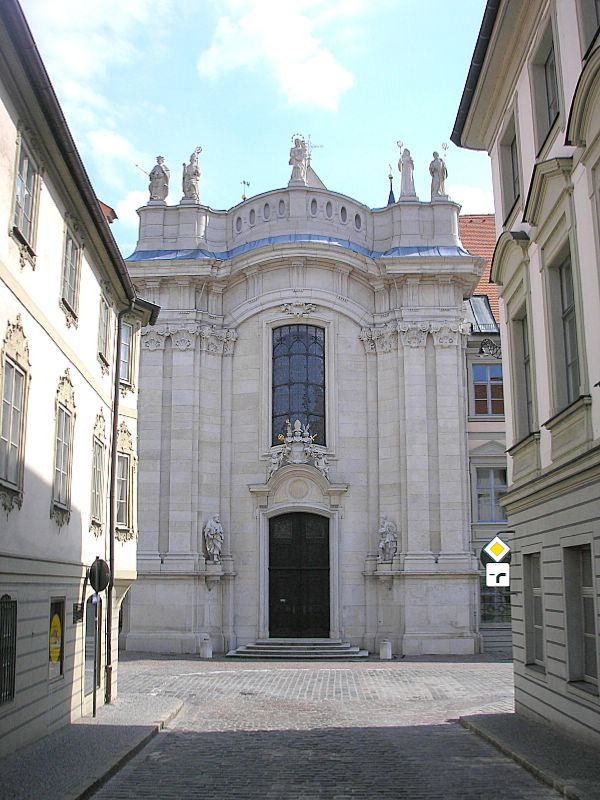
Syrischer Bogen an der Westfassade des Doms zu Eichstätt (Gabriel des Gabrieli, 1716–1718)